# قلعه الله‌آباد (هند)
قلعه الله‌آباد توسط امپراتوری گورکانی و به فرمان اکبر کبیر در پریاگراج در سال ۱۵۸۳ ساخته شد. این قلعه در کنار رود جَمُنا و نزدیک به پیوندگاه آن با رود گَنگ قرار دارد. این بنا توسط سازمان باستان‌شناسی هند به عنوان یک اثر با اهمیت ملی طبقه‌بندی شده است.
کتیبه‌ای سنگی در داخل قلعه، سال ۱۵۸۳ را به عنوان سال بنیادگذاری توصیف می‌کند، اما این کتیبه مرتبط با دوره آشوکا است که پیش‌تر در کوسامبی قرار داشته و سپس به قلعه الله‌آباد منتقل شده است.

## تاریخچه

### ساخت توسط اکبر
قلعه الله‌آباد توسط امپراتور گورکانی اکبر در سال ۱۵۸۳ ساخته شد. ابوالفضل علامی در کتاب اکبرنامه خود می‌نویسد:
مدت‌ها [اکبر] آرزو داشت در شهر پریاگ [پریاگراج] که محل تلاقی رودخانه‌های گنگ و جمنا است و توسط مردم هند مورد احترام بسیار و محلی برای زیارت مرتاض‌های آن کشور است، شهری بزرگ بنا کند و قلعه‌ای برجسته در آنجا بسازد.— ابوالفضل علامی، اکبرنامه
اکبر قلعه را الله‌بس نامید که بعداً به "الله‌آباد" تبدیل شد. به گفته کاترین آشر، ساخت قلعه پاسخی به شورش‌های متعددی بود که در شرق هند رخ داده بود. افزون بر موقعیت راهبردی الله‌آباد، اکبر به دلیل امکان جمع‌آوری مالیات از تعداد زیاد زائرانی که به تریونی سنگم می‌آمدند نیز انگیزه داشت. اما این امر بعید به نظر می‌رسد، زیرا اکبر مالیات زائران را در سال ۱۵۶۳ لغو کرده بود.

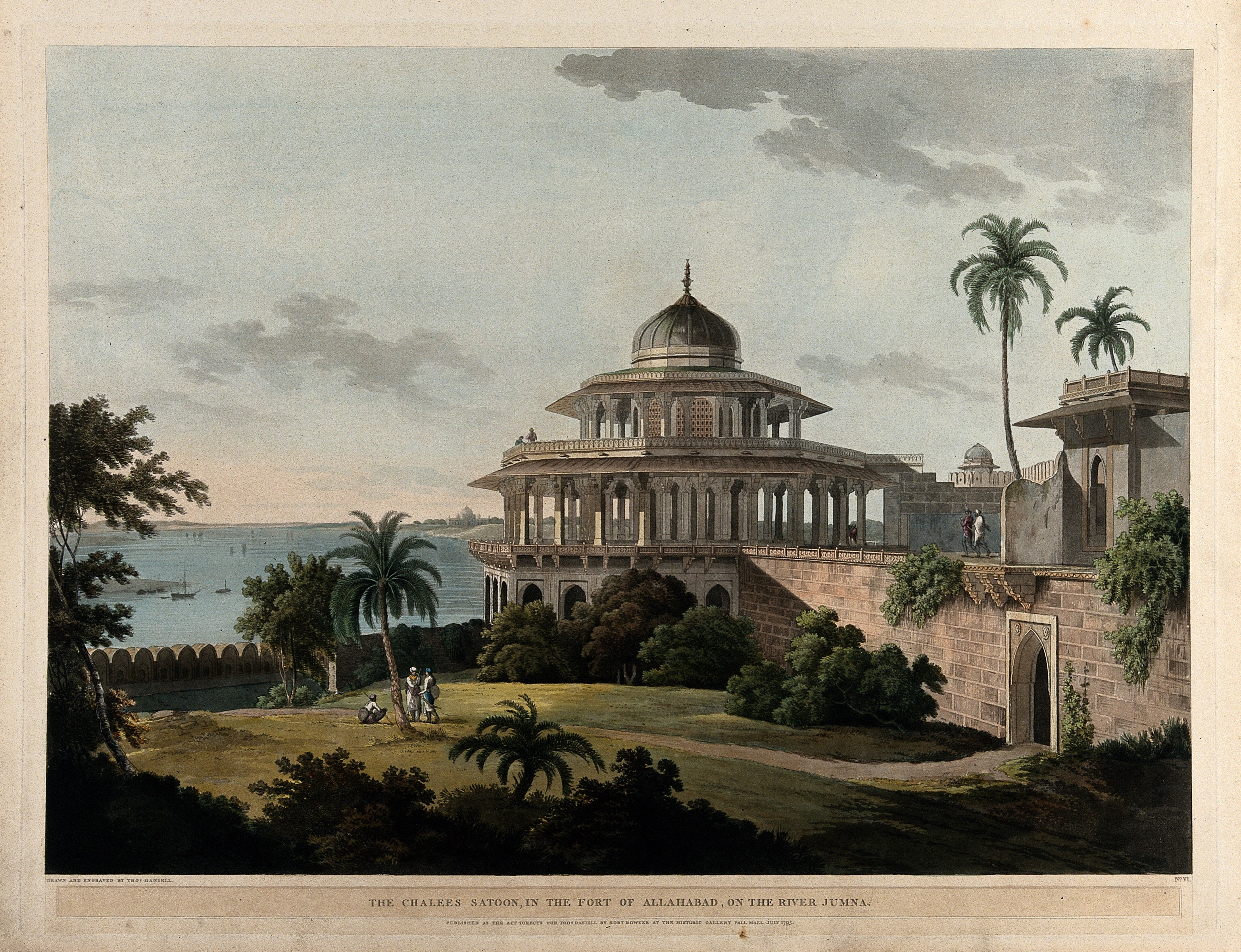
چهل‌ستون در قلعه الله‌آباد (۱۷۹۶) - اثر توماس دنیل

قلعه اکبر به گونه‌ای ساخته شده بود که درخت مشهور اکشای‌وات را در بر بگیرد. گفته می‌شود افراد برای دستیابی به رستگاری در این مکان خودکشی می‌کردند.
طبق افسانه‌ای محلی، اکبر در زندگی قبلی خود یک مرتاض هندو به نام موکوندا برهمچاری بود. او به اشتباه مویی از گاو را هنگام نوشیدن شیر بلعیده بود و از این گناه وحشت‌زده، خودکشی کرده بود. او به همین دلیل در زندگی بعدی خود به صورت ملیکجه (غیرهندو) متولد شد و برای جبران گناهش قلعه‌ای در محل مقدس تریونی سنگم ساخت.

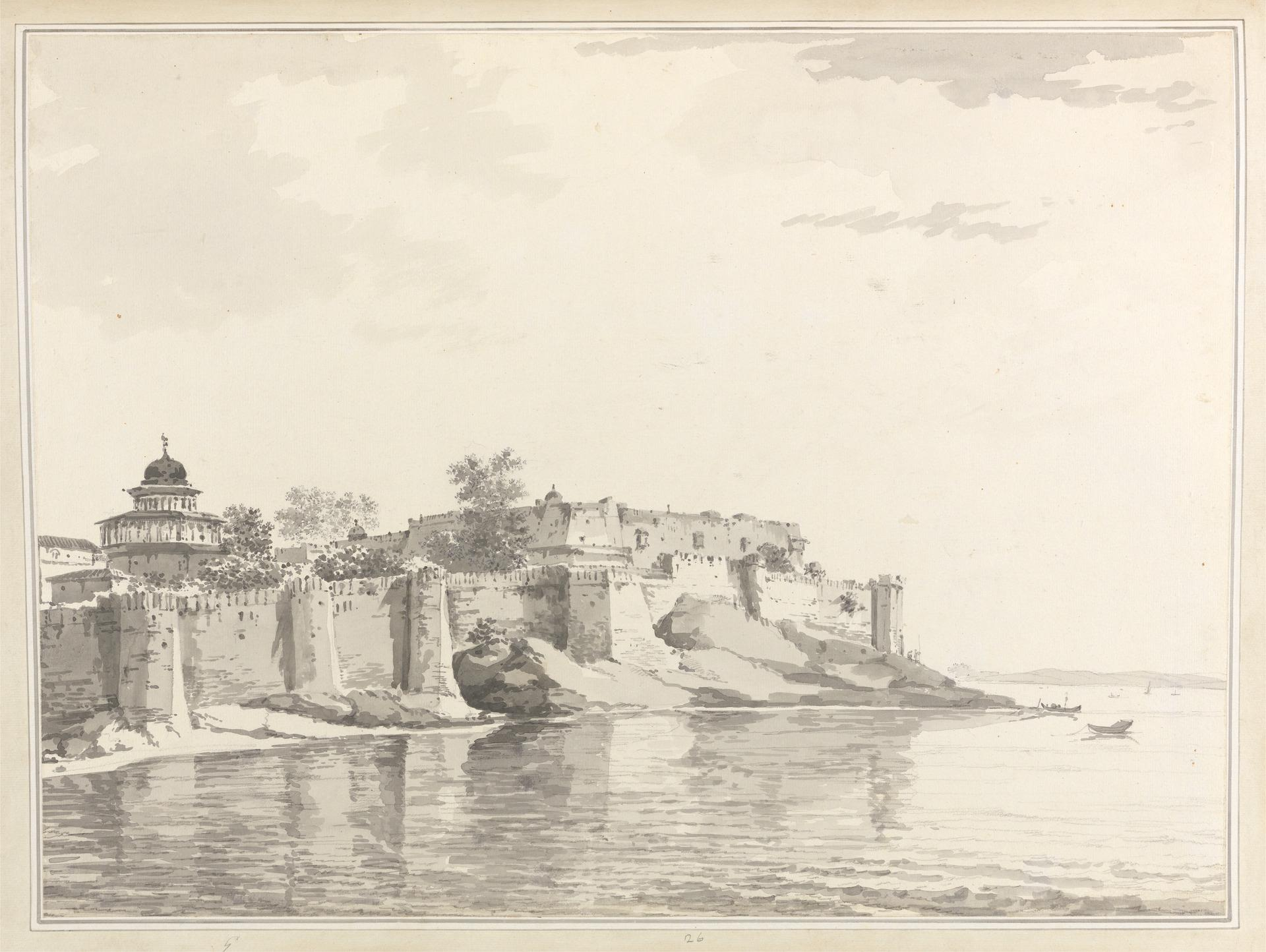
نمایی از قلعه الله‌آباد، ۱۷۸۳، اثر ویلیام هاجز، مرکز هنر بریتانیا در ییل

برهمن‌های محلی پریاگوال ادعا می‌کنند که اکبر بارها در ساخت قلعه شکست خورد، زیرا هر بار پی‌ریزی آن در شن فرومی‌رفت. به او گفته شد که یک قربانی انسانی لازم است. یک برهمن محلی داوطلبانه قربانی شد و در مقابل، اکبر به نوادگان او، یعنی پریاگوال‌ها، حقوق انحصاری خدمت‌رسانی به زائران در سنگم را اعطا کرد.
قلعه الله‌آباد بزرگ‌ترین قلعه‌ای است که توسط اکبر ساخته شده است. این قلعه دارای سه گالری است که در دو طرف آن برج‌های بلند قرار دارند. به گفته تاریخ‌نگار ویلیام فینچ، ساخت این قلعه به نیروی کار بین ۵٬۰۰۰ تا ۲۰٬۰۰۰ نفر از گروه‌های مختلف مذهبی و در مدت چهل سال نیاز داشت.

### شورش شاهزاده سلیم
در سال ۱۶۰۰ میلادی، شاهزاده جهانگیرشاه (امپراتور آینده جهانگیر)، علیه پدرش شورش کرد و در قلعه الله‌آباد دربار خود را تشکیل داد. او تنها بر بخش کوچکی از قلمرو فرمانروایی داشت و پس از مدت کوتاهی با پدرش آشتی کرد.

### حکومت کمپانی هند شرقی بریتانیا

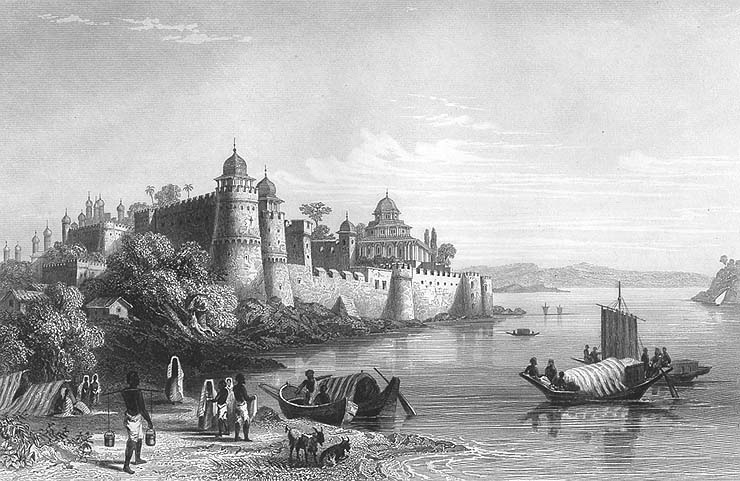
قلعه اکبر کبیر، الله‌آباد، دهه ۱۸۵۰

این قلعه نخستین بار در سال ۱۷۶۵ توسط نیروهای کمپانی هند شرقی بریتانیا به‌عنوان بخشی از معاهده الله‌آباد، که پس از نبرد بکسر بین فرمانده کل بریتانیای هند رابرت کلایو، امپراتور مغول شاه عالم دوم و حاکم اوده نواب شجاع الدوله امضا شد، تصرف شد. بر اساس این معاهده، پادگان بریتانیایی در قلعه موظف به دفاع و حفاظت از شاه عالم بود. با این حال، شاه عالم که این ترتیب را محدودکننده یافت، در سال ۱۷۷۲ به دهلی گریخت و تلاش کرد الله‌آباد را به امپراتوری مراتا واگذار کند. بریتانیایی‌ها مداخله کردند و ادعای شاه عالم را بر قلعه باطل کردند و شجاع‌الدوله را تنها مالک قلعه اعلام کردند.
پس از مرگ شجاع‌الدوله، او توسط نواب آصف‌الدوله در سال ۱۷۷۵ جایگزین شد. علی‌رغم تلاش‌های مکرر کمپانی برای تصاحب رسمی قلعه، این قلعه در اختیار نواب باقی ماند. آصف‌الدوله در سال ۱۷۸۷ درگذشت و بدهی‌های زیادی به کمپانی باقی گذاشت. وارث او، که مشروعیت او مورد اختلاف بود، به سرعت توسط سعادت‌علی‌خان از قدرت برکنار شد. در نهایت، سعادت‌علی که دچار مشکلات مالی بود، در فوریه ۱۷۹۸ قلعه را به کمپانی واگذار کرد. سه سال بعد، در سال ۱۸۰۱، سعادت‌علی منطقه الله‌آباد را به بریتانیایی‌ها واگذار کرد. با تبدیل الله‌آباد به بخشی از قلمروهای کمپانی هند شرقی، قلعه به عنوان انبار اصلی تجهیزات نظامی تأسیس شد.